# Petina
Petina là một đô thị (comune) thuộc tỉnh Salerno trong vùng Campania của Ý. Petina có diện tích km2, dân số là người (thời điểm ngày).